# طرسوسی

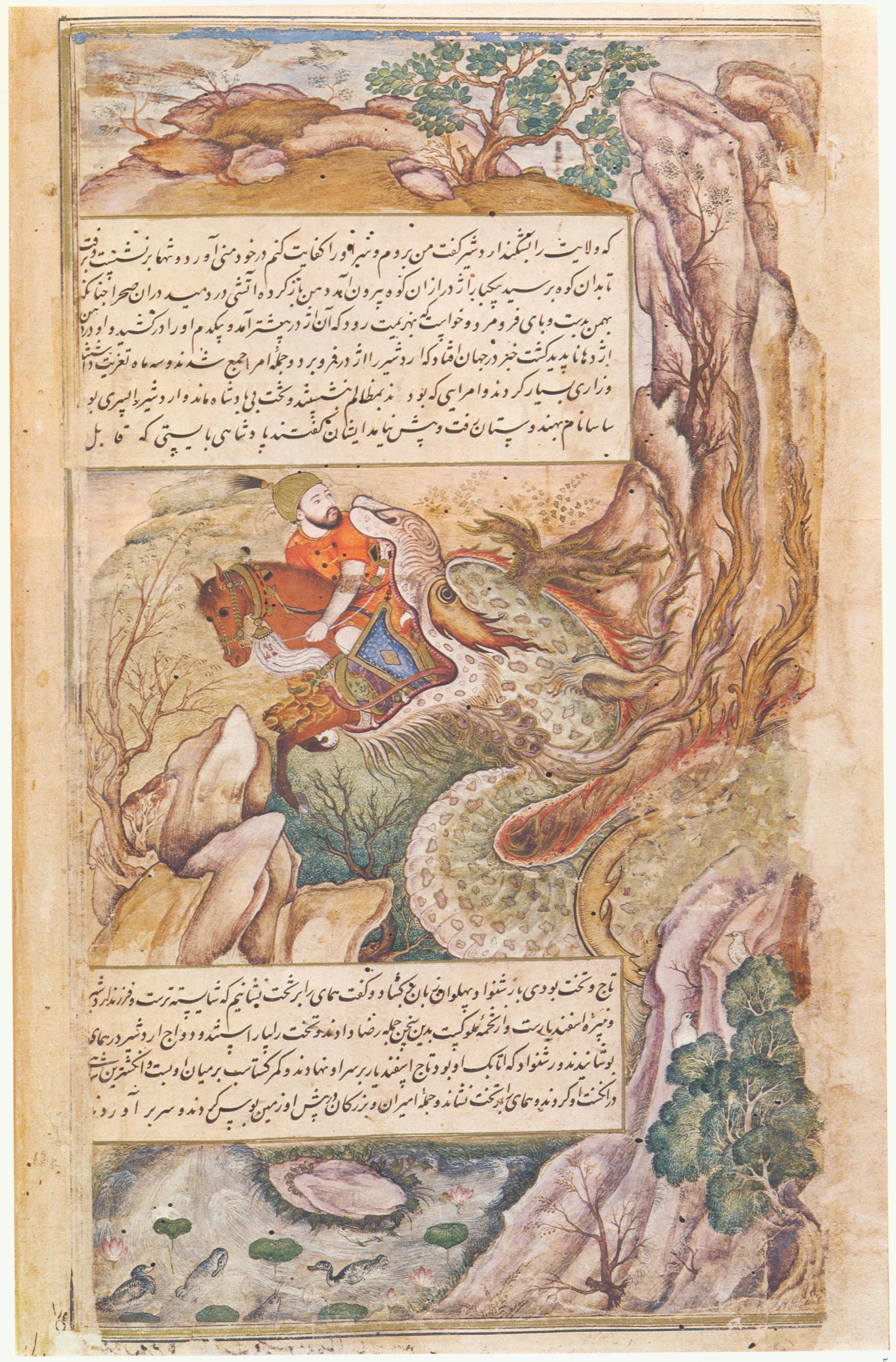
برگی از داراب‌نامه اکبرشاهی که که بهمن و اسبش را در حال بلعیدن توسط اژدها نشان می دهد. نسخه ساخته شده در حکومت هند مغول، مورخ 1585.ق

ابوطاهر محمد بن حسن بن علی بن موسی الطرسوسی نویسنده و خوش‌نویس ایرانی از سده ششم هجری است. از زندگی و زادگاه و سال زاده شدنش دانسته‌ای در دست نیست.
سعید نفیسی در کتاب تاریخ نظم و نثر در ایران   ابتدا او را طرسوسی و ظاهراً از نویسندگان خاک عثمانی در سده نهم شمرده؛ بعداً نتیجه گرفته که او توسی بوده و او را به‌ غلط طرطوسی نوشته‌اند و در نیمهٔ دوم سده پنجم می‌زیسته است.
چهار کتاب داستان به نثر از ابوطاهر طرسوسی در دست است: داراب‌نامه، اسکندرنامه، قهرمان‌نامه، قران حبشی. از این چهار کتاب داراب‌نامه و قِران حبشی و قهرمان‌نامه چاپ شده است .
محمدامین ریاحی می‌نویسد: «من به دلیل زبان داراب‌نامه آن را از اواخر سده ششم می‌دانم. از طرف دیگر وجود محیط ایرانی‌اندیشی درسراسر داستان و آمیختگی آن با فرهنگ یونانی می‌رساند که نویسنده باید در دورهٔ قدرت پادشاهان سلجوقی روم و در نواحی زیر تسلط آنان زیسته باشد. اما این هم معلوم نیست که اگر نویسنده اهل طرسوس بوده، کتاب خود را در دیار روم نوشته یا این‌که او یا پدرانش در دست به دست گشتن‌های طرسوس، به ایران باز آمده‌اند، و کتاب در نقطه‌ای از ایران نوشته شده است. این تردیدها شاید وقتی تا اندازه‌ای رفع شود که سه کتاب دیگر نویسنده هم انتشار یابد و با بررسی مجموع آثار او بتوان نتیجه‌های بهتری گرفت.»

## زادگاه
درباره زادگاه (و منشاء نسب) او سه نظریه و احتمال مطرح شده است:
1- متولد طرسوس در سوریه بوده است.
2- متولد طرسوس در آسیای کوچک بوده است.
3- متولد نواحی درون ایران فعلی بوده و نام طرسوس را بایستی دگرشکلی از سوسطر و شوشتر و امثالهم دانست و آن را یک جاینام قدیمی برای برخی نواحی درون ایران (احتمالا حوالی خراسان بزرگ، با لحاظ سبک بیان آثار طرسوسی) دانست.

## دوره تاریخی زندگی
اینکه ابوطاهر طرسوسی در چه دورانی می‌‏زیسته، به طور دقیق در تاریخ مشخص نشده است، ولی به صورت کلی نشانه‌ها حاکی از این است که او در فاصله تاریخی اواخر سلسله غزنویان (حدود سال ۵۰۰ قمری) تا اواسط سلطنت غوریان (حدود سال ۶۰۰ قمری)، در سده ششم قمری زندگی می‌کرده است.